# Welsh International 1933
Die Welsh International 1933 fanden in Llandudno statt. Es war die siebente Auflage dieser internationalen Meisterschaften von Wales im Badminton.

## Finalresultate
| Disziplin    | Sieger                          | Finalist                      | Ergebnis         |
| ------------ | ------------------------------- | ----------------------------- | ---------------- |
| Herreneinzel | Willoughby Hamilton             | Raymond M. White              | 16–14, 15–10     |
| Dameneinzel  | Betty Uber                      | Thelma Kingsbury              | 11–1, 8–11, 11–9 |
| Herrendoppel | Donald C. Hume Raymond M. White | J. R. Davidson Alan Titherley | 15–4, 15–4       |
| Damendoppel  | Betty Uber Thelma Kingsbury     | Craddock Leoni Kingsbury      | 15–8, 15–6       |
| Mixed        | Donald C. Hume Betty Uber       | Ian Maconachie Marian Horsley | 15–12, 15–12     |